# Lae Pangaroan
Lae Pangaroan is een bestuurslaag in het regentschap Dairi van de provincie Noord-Sumatra, Indonesië. Lae Pangaroan telt 647 inwoners (volkstelling 2010).